# NGC 5507
NGC 5507 је спирална галаксија у сазвежђу Девица која се налази на NGC листи објеката дубоког неба.
Деклинација објекта је - 3° 8' 54" а ректасцензија 14h 13m 19,8s. Привидна величина (магнитуда) објекта NGC 5507 износи 12,5 а фотографска магнитуда 13,5. Налази се на удаљености од 34,3000 милиона парсека од Сунца. NGC 5507 је још познат и под ознакама MCG 0-36-29, UGCA 388, CGCG 18-82, KCPG 419B, NPM1G -02.0389, PGC 50786.